# Andrea Čović
Andrea Čović (født 9. Oktober 1993) er en kvindelig kroatisk håndboldspiller, som spiller for ZRK Vardar og det kroatiske håndboldlandshold.